# 康乐 (昆虫学家)
康乐（1959年4月—），中国昆虫与生态学家。中国科学院动物研究所研究员。2017年6月，任河北大学校长。

## 生平
生于内蒙古呼和浩特，原籍河北唐县。1982年毕业于内蒙古农业大学获学士学位，1987获中国农业大学硕士学位，1990年于中国科学院动物研究所获博士学位。2011年当选为中国科学院院士。
2021年4月26日当选为美国国家科学院外籍院士。